# Ko Lanta Yai
Ko Lanta Yai (em tailandês:  เกาะลันตาใหญ) é uma ilha no mar de Andamão, na costa oeste da Tailândia, entre as ilhas Phi Phi e a Tailândia continental. São politicamente parte da província de Krabi, a maior parte da qual está no continente.
Medindo 30 quilómetros de comprimento por 6 km de largura, a ilha faz parte do arquipélago de Ko Lanta, que cobre uma área de 180 km². A área foi declarada como Parque n.º 62 da Tailândia em 1990.

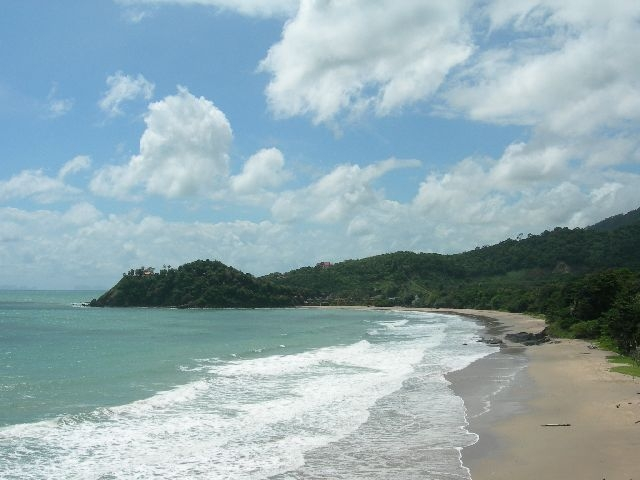
Praia em Ko Lanta

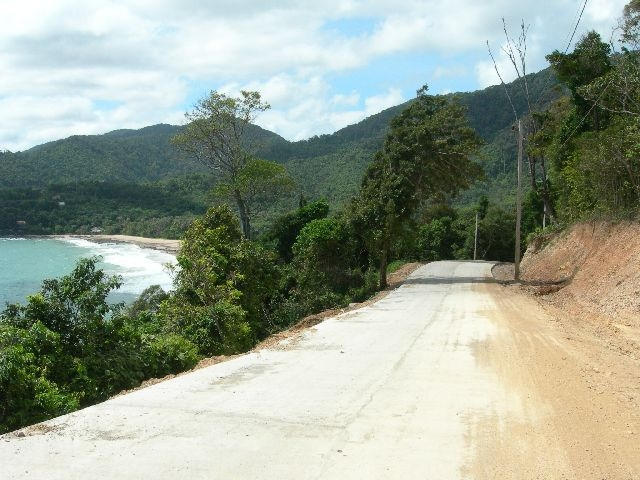
Praia em Ko Lanta

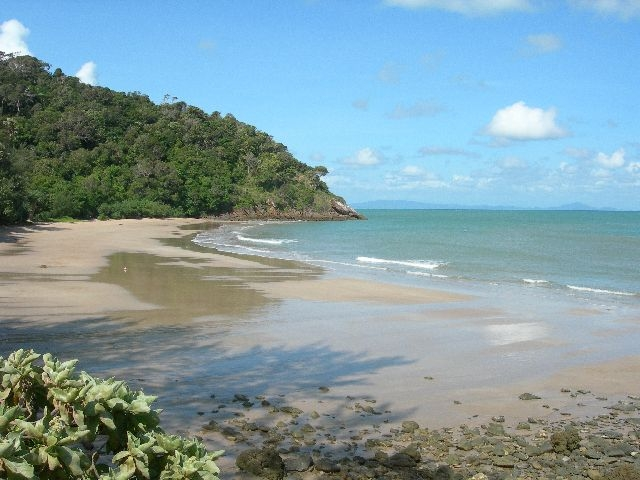
Praia em Ko Lanta

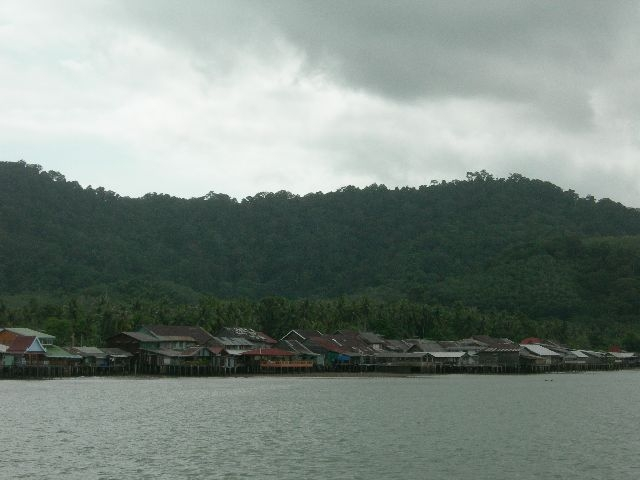
Paisagem de Ko Lanta